# Blabomma uenoi
Blabomma uenoi is een spinnensoort uit de familie van de waterspinnen (Cybaeidae).
De wetenschappelijke naam van de soort werd in 1969 gepubliceerd door Kap Yong Paik & Takeo Yaginuma.